# Labicymbium avium
Labicymbium avium là một loài nhện trong họ Linyphiidae. Loài này được phát hiện ở Ecuador.